# Yusef Komunyakaa
Yusef Komunyakaa, född 29 april 1941 i Bogalusa i Louisiana, är en amerikansk poet. Han tilldelades 1994 Pulitzerpriset för poesi.

## Priser och utmärkelser
- Kingsley Tufts-priset 1994 (för Neon Vernacular)
- Pulitzerpriset för poesi 1994 (för Neon Vernacular)
- Ruth Lilly-priset 2001